# Alexander Iwanowitsch Michailowski-Danilewski

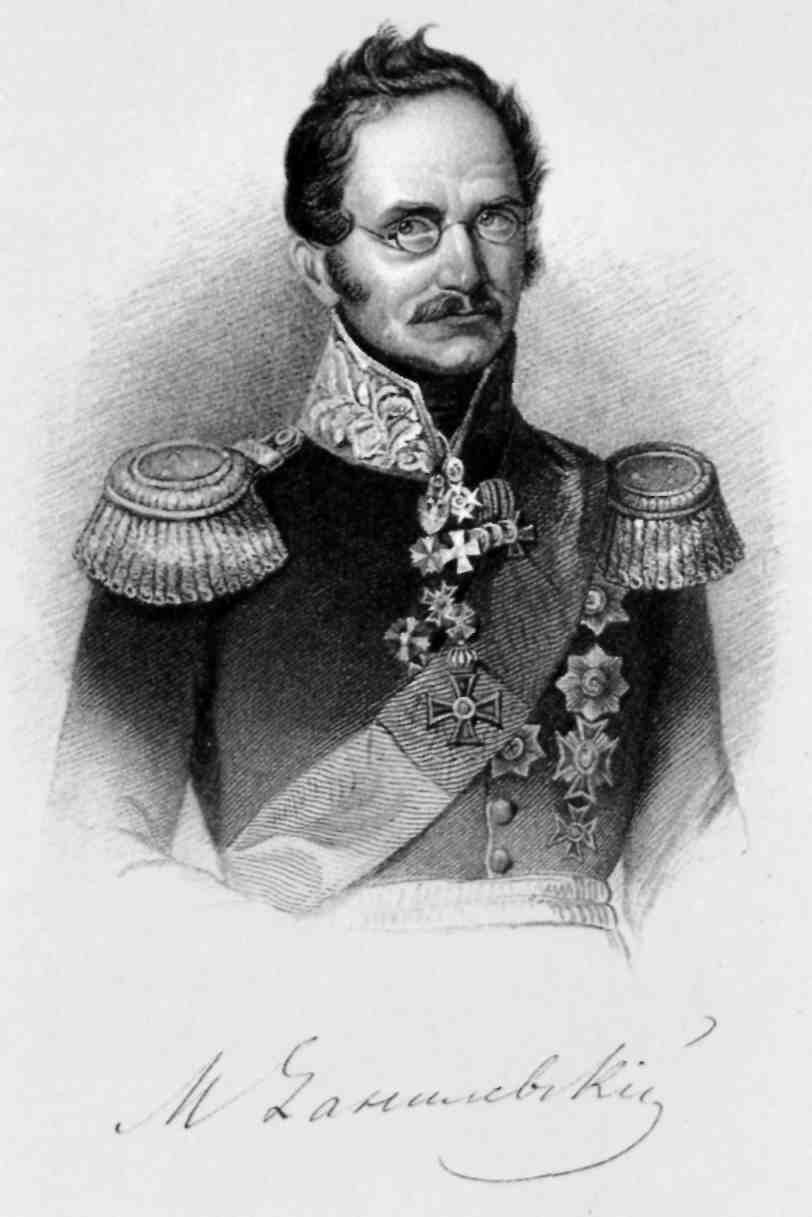

Alexander Iwanowitsch Michailowski-Danilewski (russisch Александр Иванович Михайловский-Данилевский; * 26. Augustjul. / 6. September 1790greg.; † 9. Septemberjul. / 21. September 1848greg. in Sankt Petersburg) war ein russischer Geschichtsschreiber.

## Leben
Michailowski-Danilewski studierte an der Georg-August-Universität Göttingen u. a. Kameralwissenschaft und bekam 1812, nach erfolgreichem Abschluss, eine Anstellung im russischen Finanzministerium. Noch im selben Jahr wurde er zum Stab des Feldmarschalls Michail Illarionowitsch Kutusow abkommandiert und nahm bis 1813 als dessen Adjutant an mehreren Feldzügen teil. Anschließend wirkte Michailowski-Danilewski bis 1814 unter Leitung von Wolchonski als dessen Kanzleichef.
Alexander Iwanowitsch Michailowski-Danilewski war ein Mitglied im Bund der Freimaurer.
Aufgenommen wurde er im November 1813 in der russischen Feldloge Zum heiligen Georg in Frankfurt. Alexander hielt seine Eindrücke über die Freimaurerei, welcher er in der deutschen Feldloge Zum eisernen Kreuz sammelte, in seinem Tagebuch fest.
Im September 1814 wurde Michailowski-Danilewski Mitglied der russischen Delegation beim Wiener Kongress und blieb die bis zu dessen Ende im Juni 1815. Während dieser Zeit befreundete er sich mit Zar Alexander I., der ihn im Sommer 1815 einlud, ihn auf verschiedenen Reisen zu begleiten.
1818 kehrte Michailowski-Danilewski wieder nach Russland zurück und bekam wiederum eine Anstellung in der zaristischen Militärverwaltung. Im Krieg gegen die Türken diente er im Rang eines Generalmajors unter dem Befehl von Feldmarschall Hans Karl von Diebitsch-Sabalkanski. 1835 avancierte Michailowski-Danilewski zum Generalleutnant und vier Jahre später zum Senator. Als solcher berief man ihn als Mitglied in den Kriegsrat, wo er bis an sein Lebensende um Reformen der Armee bemüht war.
Der Stil seines literarischen Schaffens wurde bereits zu Lebzeiten gelobt; durch seinen glühenden Patriotismus konnte er allerdings des Öfteren einen neutralen Standpunkt nicht einhalten. Im Alter von ungefähr 58 Jahren starb Alexander Iwanowitsch Michailowski-Danilewski am 21. September 1848 in Petersburg.
1841 wurde er zum Mitglied der Akademie der Wissenschaften in Sankt Petersburg gewählt.

## Werke
- Beschreibung des türkischen Kriegs von 1806 bis 1812. Sankt Petersburg 1843 (4 Bde.)
- Denkwürdigkeiten über die Feldzüge der Jahre 1812–13. Sankt Petersburg 1834
- Denkwürdigkeiten über den Feldzug des Jahrs 1813. Dorpat 1837
- Denkwürdigkeiten über den Krieg aus den Jahren 1814–15. Dorpat 1838